# Fatty paa Coney Island
Fatty paa Coney Island er en amerikansk stumfilm fra 1917 af Roscoe Arbuckle.

## Medvirkende
- Roscoe 'Fatty' Arbuckle - Fatty
- Agnes Neilson
- Al St. John
- Buster Keaton
- Alice Mann